# Pinocchio's Revenge
Pinocchio's Revenge es una película de terror de 1996, encuadrada en el subgénero de terror psicológico, sobre una madre que trae a casa una marioneta de madera que fue encontrada enterrada junto a un niño supuestamente asesinado por su padre. Su pequeña hija Zoe encuentra erróneamente el muñeco y se lo lleva como si fuera suyo. Pronto accidentes comienzan a suceder y Jennifer lucha por encontrar la causa, ya que comienza a cuestionar el bienestar de su hija y si puede haber algo siniestro en el muñeco. El film está cercano al "concepto original de Don Mancini para Child's Play".
Esta película se ha clasificado como increíblemente terrorífica tanto como para niños como para adultos, no solo por su contenido si no por las implicaciones que tiene el trasfondo de la historia[cita requerida].

## Argumento
La abogada defensora Jennifer Garrick (Rosalind Allen) cree que su cliente, acusado de asesinar niños y enviado al corredor de la muerte, no es culpable y está ocultando la identidad del verdadero asesino. Después de su ejecución, ella trae accidentalmente de la oficina un muñeco Pinocho, que estaba enterrado junto al hijo de su cliente, y su hija Zoe (Brittany Alyse Smith) erróneamente cree que es un regalo de cumpleaños. Ella comienza a actuar de manera extraña a medida que desarrolla una relación con la marioneta. Pronto, ella cree que el muñeco es real y habla con él, aunque esto no es fuera de lo común, dado que tenía una relación similar con sus otras muñecas. Los problemas comienzan cuando una compañera de la escuela de Zoe que la intimida es empujada delante de un autobús. Zoe culpa a Pinocho de haberlo hecho para protegerla. Poco después, el novio de Jennifer, David, es derribado de las escaleras del sótano mientras cuidaba a Zoé, pero es salvado por esta, quien llama al 911. Zoe se encuentra en una de sus sesiones de terapia cuando su psiquiatra sale de la habitación, y Zoe comienza a hablar con Pinocho acerca de quién tiene la culpa del accidente de David.
El vídeo de vigilancia de la habitación es visto por la madre y el psiquiatra y se muestra que Zoe está hablando consigo misma. El psiquiatra le dice que quiere internar a Zoe pero la madre se nuega insistiendo que no hay nada malo en su hija. Esa noche, Pinocho convence a Zoe de que lo libere para que así pueda admitir a David que es el culpable de su accidente. Zoe le hace prometer que no va hacer nada malo y corta sus hilos. Ya liberado, Pinocho le dice a Zoe que vayan a ver a David pero él se adelanta y Zoe al perderlo de vista, regresa a su casa. En el hospital, Pinocho desconecta el tubo de oxígeno de David y lo mata instantáneamente. Jennifer descubre que la ropa de Zoe está muy sucia y le pregunta a ella la causa a lo que le responde que quería ir a ver a David pero no pudo porque se perdió y entonces regresó a casa pero que Pinocho si fue. Al escuchar esto, Jennifer le quita el muñeco y lo guarda en la cajuela de su coche pero Pinocho logra escapar. Luego, cuando la madre de Zoe abandona el hogar, Pinocho regresa. 
Zoe se queda a cargo de su niñera y recuerda que le consiguió  una "conciencia" a Pinocho para que no hiciera cosas malas pero al ir a buscarla y abrir la caja, se da cuenta de que el grillo ha sido aplastado; Zoe grita tan fuerte que su niñera se asusta y va a buscarla pero alguien la golpea con un bastón hasta matarla. Al volver Jennifer de hablar con un sacerdote, encuentra el cadáver de la niñera de Zoe, Sophia, y su lado está Zoe de pie y cree que ella la mató. Al cuestionarla, Zoe escapa y cuando va a buscarla, es golpeada en la cabeza. Al reaccionar, mira a Zoe parada frente a ella con un bastón y le dice que logró quitárselo a Pinocho pero que escapen antes de que regrese.
Jennifer se pone de pie y al voltear ve a Pinocho con un cuchillo quien empieza a perseguirla por toda la casa donde incluso logra clavarse su cuchillo en una mano; al final, Pinocho se lanza contra Jennifer intentando matarla y ésta lo avienta sobre una mesa de vidrio y aparentemente lo mata pero en lugar de que aparezca el cuerpo de Pinocho aparece el de su hija Zoe. Al ver la escena, Jennifer se desmaya.
En la siguiente escena se puede observar un hospital psiquiátrico en donde han internado a Jennifer y a Zoe, quien está en una especie de trance. Jennifer le pregunta al psiquiatra cuánto tiempo más estará en ese estado a lo que él responde que no está seguro y que la mantendrán sedada hasta que se tranquilice pero Jennifer insiste en que Zoé no mató a nadie que todo lo hizo el muñeco y el psiquiatra le recuerda que mató a su niñera y a su novio y que casi la mata a ella y es cuando le pregunta:
"Entonces dígame: ¿Vio moverse el muñeco antes o después de que fuera golpeada en la cabeza?" 
Y Jennifer le contesta: "Yo sé lo que ví" y promete sacar a su hija de ese lugar sin importar lo que tarde y el doctor le dice que por su bien y el de todos, ojalá no lo haga. Mientras Jennifer abraza a su hija, la escena cambia mostrando los ojos de Pinocho y la película finaliza.

## Reparto
- Dick Beals como Pinocho (voz).
- Verne Troyer como Pinocho Doble.
- Lewis Van Bergen como Vincent Gotto.
- Ivan Gueron como policía novato.
- Thomas Wagner como Detective de homicidios.
- Janis Chow como Conductor de noticias.
- Larry Cedar como Fiscal de Distrito.
- Janet MacLachlan como Juez Allen.
- Rosalind Allen como Jennifer Garrick.
- Brittany Alyse Smith como Zoe Garrick.
- Ron Canada como Barry.
- Sarah Kaite Coughlan como Profesor.
- Tara Hartman como Beth.
- Danielle Keaton como Amiga de Beth.
- Carianne Goldsmith como Amigo de Beth.
- Candace McKenzie como Sophia.
- Jose Rey como Guardia de la prisión.
- Aaron Lustig como Dr. Edwards
- Ian Gregory como Capellán de prisión.
- Michael Connors como Sacerdote joven.
- Todd Allen como David Kaminsky.
- Dani Blair como Mother at Party.
- Lary Ziegelmeyer como Director.
- Robert Winley como Biker.
- Shelley Robertson como Enfermera.
- James W. Quinn como Paramédico.
- Sal Viscuso como Jail Guard.
- Ed Bernard como Jail Guard.